# Taalanalist
De taalanalist(e) is een taalkundige die enerzijds het taalgebruik van anderstaligen analyseert om daarmee de logopedist te helpen eventuele taalstoornissen bij hen vast te stellen. Vaak hebben logopedisten enkel ervaring met spraakproblemen bij Nederlandstaligen en niet bij anderstaligen. Een taalanalyse kan de logopedist helpen om toch een juiste diagnose te stellen.
Anderzijds doen overheidsdiensten migratie ook vaak een beroep op taalanalisten om de herkomst van asielzoekers vast te stellen op basis van hun taalgebruik.
Daarnaast verschilt het takenpakket van de taalanalist in Vlaanderen en Nederland. In Vlaanderen voert een taalanalist vooral de eerste taak uit en in mindere mate de tweede. In Nederland is enkel de laatste taak deel van het beroep taalanalist. Vaak werkt hij in opdracht van de Nederlandse Immigratie- en Naturalisatiedienst (IND).

## Opleiding
In Vlaanderen kon een opleiding tot taalanalist tot 2013 gevolgd worden bij Code, het expertisecentrum voor ontwikkeling en leren van de Hogeschool Thomas More. Die omvatte er verschillende modules over linguïstiek, taalontwikkeling, meertalige taalontwikkeling en een diagnostisch kader bij meertaligen. Er is weliswaar geen opleiding meer, maar er zijn nog steeds toelatingsvoorwaarden om het beroep te mogen uitoefenen. Om aan de slag te kunnen gaan, moet een aspirant-taalanalist minstens een bachelordiploma in de Taal- en Letterkunde of Toegepaste Taalkunde of een certificaat sociaal tolk kunnen voorleggen en een certificeringsproef afleggen. In Vlaanderen biedt Taalbrug, een organisatie voor taalanalyse, een bijkomende opleiding van vijf weken aan voor taalanalisten.
In Nederland bestaat er geen specifieke opleiding tot taalanalist. Nederlandse taalanalisten hebben een taalkundige opleiding gevolgd, vaak vertalen, tolken, of logopedie met een specialisatie in de psycholinguïstiek en sociolinguïstiek.

## Beroepspraktijk
Zoals al eerder vermeld, staat een taalanalist in Vlaanderen de logopedist bij om vast te stellen hoe goed een anderstalig kind zijn thuistaal of vreemde taal beheerst. Een taalanalist legt enkel de beheersing van de thuistaal en de vreemde talen van het kind vast en doet geen uitspraak over eventuele spraakproblemen als hij geen logopedische achtergrond heeft. Dat is dan de taak van de logopedist. Met de taalanalyse kan een logopedist vaststellen of het bij het kind om normale moeilijkheden bij taalverwerving gaat of om echte taalstoornissen, zoals stotteren of afasie. In Vlaanderen biedt de instelling Taalbrug de dienst aan, in het Brussels Hoofdstedelijk Gewest Foyer vzw.
In Nederland staat een taalanalist een immigratieambtenaar bij om via de taal en het dialect van de asielzoeker zijn herkomst te bepalen. Dat gebeurt vooral als de asielzoeker in kwestie geen identiteitspapieren heeft. De IND, de Nederlandse immigratiedienst, roept een taalanalist meestal op via een taalanalysebureau. Taalanalysebureaus bieden twee diensten: taalanalyse en contra-expertise. Een contra-expertise bestaat erin dat een taalanalist de oorspronkelijke analyse van een ambtenaar met geluid- en beeldfragmenten controleert.
Over zulke taalanalyses bij migranten bestaan er ook een internationale richtlijn, de Guidelines for the Use of Language Analysis in Relation to Questions of National Origin in Refugee Cases. Daarin wordt onder andere gesteld dat de taalkundige enkel een adviserende rol speelt en ook niet met 100% zekerheid kan zeggen of een asielzoeker uit een bepaald land of een bepaalde streek komt. Daarnaast mag volgens de richtlijnen enkel een professionele taalkundige zo'n taalanalyse uitvoeren. Een case als het SPRAKAB-schandaal uit 2014 toont aan wat er kan gebeuren als een leek zulke analyses uitvoert.

## SPRAKAB-schandaal 2014
In 2014 werd bekend dat onder andere de Britse en Nederlandse immigratiediensten voor taalanalyses en contra-expertises een beroep hadden gedaan op het Zweedse bureau SPRAKAB. Dat bureau had namelijk een taalanalist met Somalisch als moedertaal in dienst die gelogen had over zijn vooropleiding. Hij had naar eigen zeggen sociologie gevolgd, maar had die studie al na een semester afgebroken. Sociologie is weliswaar een met taalkunde verwante discipline, maar is geen eigenlijke taalwetenschap, in tegenstelling tot sociolinguïstiek. Als moedertaalspreker Somalisch achtten de overheidsdiensten hem ook zonder opleiding socio- en psycholinguïstiek in staat om alle Somalische dialecten en sociolecten te kunnen identificeren en zo de al dan niet Somalische herkomst van de vluchteling te bepalen. Enkel professionele taalkundigen zijn daarvoor geschoold, maar ze moeten volgens de internationale richtlijnen zeer genuanceerd over de herkomst schrijven.
Daarnaast waren er problemen met het zogenaamde tandemsysteem. De tandem bestond uit de vaak niet-taalkundig opgeleide moedertaalspreker en een professionele taalkundige om de taalanalyse te controleren. De immigratiediensten hadden echter vaak te weinig taalkundigen in dienst en vaak hadden zij niet de juiste taalspecialisatie om de resultaten van de moedertaalspreker te kunnen evalueren. De analyse hing dus vrijwel volledig van de moedertaalspreker af. Ook ontbrak er voor talen als het Somalisch recent wetenschappelijk onderzoek. Het laatste veldwerk voor Somalisch stamt uit 1981 en sinds 1991 woedt er in Somalië een burgeroorlog, waardoor wetenschappelijk onderzoek naar de sociolinguïstiek in het land onmogelijk werd. Door de oorlog zijn sociolinguïstische verhoudingen in Somalië waarschijnlijk sterk veranderd.
Zulke fouten hadden verstrekkende gevolgen voor migranten. Zo heeft bijvoorbeeld de Britse overheid honderden asielzoekers onterecht naar hun land van herkomst teruggestuurd.